# Adolf od Osnabrücka
Adolf od Osnabrücka (Tecklenburg, oko 1185. – Osnabrück 30. lipnja 1222. ili 1224.), njemački biskup i svetac.

## Životopis
Rođen je u Tecklenburgu oko 1185. kao član obitelji grofova tecklenburgških u Vojvodstvu Vestfaliji. Tijekom svojeg života postao je poznat kao „djelitelj siromašnima” te ga je Katolička Crkva proglasila svetcem. Adolf je postao kanonik kölnske katedrale, no onda je ušao cistercitski samostan, gdje je ostao upamćen po svojoj pobožnosti. 1216. izabran je za biskupa Osnabrücka,  nakon što je ranije izbore poništio papa. Umro je 30. lipnja 1222. ili 1224.
Adolfovo štovanje priznao je papa Urban VIII. 1625. Blagdan mu se slavi 11. veljače.